# The Fifth Chapter
The Fifth Chapter (auch stilisiert als T5C) ist das 17. Studioalbum der deutschen Dance-Band Scooter. Es wurde am 26. September 2014 auf Scooters eigenem Label Sheffield Tunes veröffentlicht.

## Hintergrund
The Fifth Chapter ist das erste Album, nachdem Phil Speiser das Gründungsmitglied Rick J. Jordan ersetzte. Es ist zudem das erste Album seit Our Happy Hardcore aus dem Jahr 1996, das als Vinyl-LP veröffentlicht wurde.
Der Titel verweist auf das angeblich fünfte Kapitel Bandgeschichte, da mit Phil Speiser der fünfte Neuzugang der Bandgeschichte mitwirkte.

## Rezeption
Dani Fromm von laut.de hält von den Liedern, bei denen H. P. Baxxter nicht als Sänger in Erscheinung tritt, nicht viel. Diese Lieder „hinterlassen dann auch nahezu keine Spuren.“ Andere Lieder seien allerdings ideal für alle die „Oldschool-Electroboogie mit dem Presslufthammer tanzen und dabei verdammtnochmal Spaß haben wollen“.
Christopher Sennfelder von Plattentests.de findet: „So knackig klangen Scooter lange nicht mehr“, weist aber auch darauf hin, dass die „diversen Dubstep- und Trap-Elemente nicht gerade taufrisch daherkommen.“. Er resümiert weiter:

„Aber mal ehrlich: Geht es bei Scooter um Innovation? Natürlich nicht. Die Norddeutschen sind Handwerker. Und irgendjemand muss auch Tische und Stühle bauen. Unverschämt einprägsam ist das Material allemal. Alle wesentlichen Elemente des Scooter-Musikbaukastens finden sich daher auch auf ‚The Fifth Chapter‘.“

## Singleauskopplungen
Die erste Singleauskopplung Bigroom Blitz, in der der US-amerikanische Rapper Wiz Khalifa mitwirkte, wurde am 23. Mai 2014 veröffentlicht. Die zweite Single, Today, wurde als One-Track-Single am 5. September 2014 und drei Wochen später als Maxi-Single veröffentlicht.
Die dritte Single, Can’t Stop the Hardcore, wurde am 5. Dezember 2014 und die vierte Single, Radiate featuring Vassy, am 29. Mai 2015 veröffentlicht.

## Titelliste
Alle Lieder, mit den Ausnahmen Today und Radiate, wurden von Scooter und Vassy produziert.
1. T5C – 1:18
2. Who’s That Rave? – 2:47
3. Today (Scooter & Vassy) – 3:27
4. We Got the Sound – 2:54
5. Radiate (Scooter & Vassy) – 3:07
6. 999 (Call the Police) – 3:35
7. King of the Land – 3:00
8. Bigroom Blitz (featuring Wiz Khalifa) – 3:06
9. Chopstick (Mado Kara Mieru) – 4:48
10. Home Again – 3:41
11. Fuck Forever – 3:06
12. Jaguare – 3:56
13. T.O.O. – 4:10
14. Listen – 3:46
15. Can’t Stop the Hardcore – 3:34
16. Fallin’ – 4:10
17. In Need – 3:36

### Deluxe Edition Bonus Disc
1. How Much Is the Fish? (Tony Junior Remix) – 3:44
2. Maria (I Like It Loud) (R.I.O. Remix) – 3:18
3. Move Your Ass! (Stefan Dabruck Remix) – 6:09
4. Army of Hardcore (BMG Remix) – 4:53
5. Friends (NRG Remix) – 3:20
6. Jigga Jigga! (Dave202 Remix) – 4:16
7. I’m Lonely (Kindervater Remix) – 3:15
8. Posse (I Need You on the Floor) (Amfree Remix) – 4:01
9. Fire (Laserkraft 3D Remix) – 5:00
10. Shake That! (Barany Attila and DJ Dominque Remix) – 2:41

iTunes Bonustracks
1. Vallée De Larmes (Lissat & Voltaxx Remix) – 3:54
2. Jigga Jigga! (Dave202 Arena Remix) – 6:16

## Besetzung
- Scooter – Produzent, Darsteller, Programmierung
- H. P. Baxxter – MC Text
- Phil Speiser – Mischer, Ingenieur
- Vassy – Hersteller (Track 3, 5), female vocals (Track 3, 5)
- Jessica Jean – Gesang (Track 7, 14, 16)
- Yasmin K. – Gesang (Track 4)
- Dan Priddy – zusätzliche Stimmen (Track 10)
- Gareth Owen – zusätzliche Stimmen (Track 6)

| Region      | Datum              | Label           | Format               |
| ----------- | ------------------ | --------------- | -------------------- |
| Deutschland | 26. September 2014 | Sheffield Tunes | - CD - LP - Download |